# 高崎寛之
高崎寛之（1986年3月17日—），日本足球運動員，現效力日乙球隊甲府風林，司職中場。

## 俱乐部生涯
高中时代代表驹泽大学在全国大会出场。3年一次的2007年关东大学足球联盟的关东选拔A队选，电装杯挑战赛中最优秀选手。入选过2007年夏季大运会的日本代表。
2008年4月29日，在浦和红钻对阵札幌冈萨多的比赛中首次代表球队在日职联赛中出场。
2009年4月4日，代表水户蜀葵对阵群马草津温泉，攻入个人职业生涯中的首粒入球。
2009年8月30日，在水户蜀葵对阵冈山绿雉的比赛中，首次上演帽子戏法。

## 外部連結
- 日本職業足球聯賽中的高崎寛之 （日語）
- 松本山雅FCによる公式プロフィール
- 高崎寛之オフィシャルブログ「高崎寛之のサッカー人生 臥薪嘗胆 （页面存档备份，存于）
- 高崎寛之的X（前Twitter）
- 高崎寛之的Instagram帳戶